# Катастрофа L-749 под Лимой
Катастрофа L-749 под Лимой — авиационная катастрофа пассажирского самолёта Lockheed L-749A Constellation перуанской национальной авиакомпании LANSA, произошедшая в среду 27 апреля 1966 года в Андах в сотне километров от Лимы (Перу). Жертвами происшествия стали 49 человек.

## Самолёт
Lockheed L-749A Constellation с заводским номером 2521 был выпущен в 1947 году, причём изначально он являлся моделью L-649. Лайнеру присвоили бортовой номер N104A и 27 мая передали заказчику — американской авиакомпании Eastern Air Lines. В 1950 году его переделали в модель 749A.
10 января 1961 года борт N104A выкупила California Airmotive Corporation, которая в 1962 году сдавала его американским авиакомпаниям Great Lakes Airlines и Admiral Airways (с 20 апреля), после чего в октябре того же года самолёт вернулся к California Airmotive. Также в 1964 году борт N104A эксплуатировался в Trans California Airlines и Cadelair Properties Corp, прежде чем в апреле 1965 года не был приобретён перуанской авиакомпанией Líneas Aéreas Nacionales S. A. (LANSA). После перерегистрации бортовой номер сменился на OB-R-771.
Общая наработка борта OB-R-771 составляла 48 799 часов, в том числе 2415 часов с момента последнего капитального ремонта и 130 часов с момента последней периодической проверки (проводилась 11 апреля 1966 года). В журнале технического обслуживания были отдельные замечания, но их своевременно устраняли, хотя всё же в обтекателях воздушных винтов позже нашли небольшие отложения и грязь из-за некачественной очистки при ремонтах.

## Экипаж
Лётный экипаж состоял из четырёх человек:
- Командир воздушного судна — 36-летний американец Уильям Джонс (англ. William Jones[6]). Имел квалификацию пилота самолётов Douglas B-23 Dragon, Douglas DC-3, Curtiss-Wright C-46 Commando и Lockheed L-749A Constellation. По маршруту из Лимы в Куско и обратно с января 1965 по 15 марта 1966 года (последний раз) летал 112 раз. Имел общий налёт 14 684 часа, в том числе 1461 час по приборам и 5522 часа ночью. Налёт за последние 90, 30 дней и 24 часа составлял 191, 11 и 6 часов соответственно. Стоит отметить, что его поставили в данный экипаж заранее, но предыдущим вечером (26 апреля) он прилетел достаточно поздно, а домой добрался лишь к полуночи. Однако пилот, которого поставили взамен, был не в курсе об этом, поэтому утром 27 апреля был недоступен. Тогда выслали автомобиль за первоначально назначенным командиром, которого забрали из дома примерно в 06:30. То есть отдых пилота перед роковым рейсом составлял всего шесть с половиной часов, а сна ещё меньше.
- Второй пилот — 22 года. Его налёт на 22 ноября 1965 года (прохождение последнего медосмотра) составлял 963 часа; общий налёт на Lockheed L-749A Constellation ко дню происшествия был 875 часов. Налёт за последние 60 и 30 дней составлял 217 и 136 часов соответственно.
- Пилот-стажёр — 42 года, имел квалификацию пилота самолётов Curtiss-Wright C-46 Commando, Douglas C-47 Skytrain и Douglas DC-3, а в данном полёте проходил ознакомление с Lockheed L-749A. Его общий налёт составлял 7665 часов.
- Бортинженер — 31 год. Имел общий налёт 1995 часов. Налёт за последние 90, 30 дней и 24 часа составлял 228, 126 и 6 часов соответственно.

В салоне работали две стюардессы.

## Катастрофа
Самолёт выполнял регулярный внутренний пассажирский рейс LP-501 из Лимы в Куско. Согласно полученному разрешению, экипаж после взлёта с полосы 15 должен был выполнять набор высоты, следуя по курсу 190°, после чего на удалении 9 морских миль (17 км) от аэропорта выполнять левый поворот и далее следовать по курсу 120°. В 07:40 по местному времени (12:40 GMT), на 10 минут позже расписания, рейс 501 с 43 пассажирами и 6 членами экипажа вылетел из аэропорта имени Хорхе Чавеса («Лима-Кальяо»). Его расчётный вес составлял 90 572 фунта (41 083 кг) (к моменту происшествия снизился до 89 174 фунта (40 449 кг)) при максимальном допустимом 94 100 фунтов (42 700 кг). По данным метеостанций в Лиме, Писко и Куско, погода на маршруте ожидалась хорошая: слабый ветер, ясное небо, видимость 16—30 км, горы открыты, температура воздуха 19° C.
В 07:57 экипаж установил связь с диспетчерским центром в Лиме и доложил: Покинули Лима—Кальяо в 12:40 Зулу, поднимаемся, рассчитываем [пройти] Аякучо в 13:37 Зулу [08:37 по местному времени]. Это было последнее сообщение с борта OB-R-771. Начиная с 08:40 диспетчеры в Лиме и Куско несколько раз попытались вызвать рейс 501, однако экипаж уже не отвечал.
В 08:00—08:05 жители посёлка Сан-Педро-де-Пилас увидели самолёт, который летел на столь малой высоте, что один из свидетелей даже смог прочитать на нём название авиакомпании LANSA. Раньше местные жители видели другие самолёты, но те следовали на гораздо большей высоте, а этот летел уже ниже вершин. Двое свидетелей заметили, как «Локхид» с небольшим левым креном обогнул горы, летя при этом над долиной на восток. Все четыре двигателя, судя по звуку, при этом работали нормально.
Организованными поисками 28 апреля обломки борта OB-R-771 были обнаружены на юго-восточном склоне горы Талаула (Talaula, точка 12°25′ ю. ш. 76°9,50′ з. д.) на высоте 12 600 футов (3800 м) и в 61 морской миле (113 км) от аэропорта вылета. В 08:05 по местному времени авиалайнер врезался в гору, разрушился и частично сгорел, а все находящиеся в нём 49 человек погибли. В числе погибших — 4 американских преподавателя, которые добровольцами вызвались поехать в Эквадор по обмену.
На то время по масштабам эта авиакатастрофа занимала второе место в стране.

## Расследование

### Изучение обломков
Самолёт врезался в юго-восточный склон горы крутизной около 35°, следуя при этом по курсу 340° с круто поднятым носом. Удар был почти плашмя, нижней частью фюзеляжа, после чего взорвались топливные баки. В этот момент авиалайнер находился в полётной конфигурации и совершал правый поворот, а все его четыре воздушных винта вращались с частотой около 2400 об/мин, что соответствует максимальной мощности двигателей. Сами обломки расположились компактно, а значит разрушения конструкции до столкновения со скалой не было.

### Тестовые полёты
Для определения примерной высоты полёта самолёта перед катастрофой были проведены несколько тестовых полётов, после чего сравнивали их с показаниями очевидцев. Так было определено, что рейс 501 за несколько минут до происшествия следовал на высоте 12 600 футов (3800 м).

### Анализ данных
Согласно установленному маршруту полётов из Лимы в Куско, рейс 501 после вылета из аэропорта должен был сперва следовать с курсом 190°, пока на удалении 9 миль от аэропорта не совершит левый поворот на 70°, после чего следовать вдоль склона хребта Кебрада-де-Канете (Quebrada-de-Canete), затем прямым курсом на Аякучо, а от него уже на Куско. Этот маршрут позволяет самолётам успеть набрать безопасную высоту при максимальной мощности двигателей, после чего уже пересекает Анды.
Но через несколько минут его увидели пролетающим на небольшой высоте близ посёлков Сан-Педро-де-Пилас (высота 8638 футов (2633 м) над уровнем моря) и Тамара (высота 9294 фута (2833 м) над уровнем моря). Лайнер направлялся по курсу около 100°, а его двигатели при этом работали нормально. Однако впереди находились высокие горные пики, поэтому экипаж направился над долиной реки Рио-Омас (Rio Omas).
Сопоставив магнитный курс 100° (фактический 107°) с курсом вылета 190°, было обнаружено, что они пересекаются на удалении 7 миль от аэропорта. Выполняя полёт в хороших погодных условиях, командир самолёта принял решение спрямить маршрут и, не долетая двух миль до установленной точки поворота, отклонился от заданного маршрута, повернув сразу к горам. Пилот надеялся, что при ясной погоде успеет набрать высоту, а благодаря хорошей видимости обойти отдельные горные пики. Но так как самолёт был почти полностью загружен, то высоту он набирал с трудом, поэтому при пролёте горы Хуамантанга (Huamantanga) высотой 12 952 фута (3948 м) он успел подняться только до 12 000 футов (3700 м). Далее, обходя гору, авиалайнер направился к долине между гор, вытянутой по магнитному курсу 80° и сперва сужающейся, но затем расширяющейся, однако окружённой горами с высотами 12 510 футов (3813 м), 12 516 футов (3815 м), 14 291 фут (4356 м), 14 557 футов (4437 м) и 14 908 футов (4544 м). В этом районе самолёт по расчётам мог подняться до 13 000 футов (3960 м).
По изучению обломков было установлено, что в момент удара самолёт следовал по курсу 340°. Возможно, когда пилот понял, что он ещё не набрал необходимой высоты, чтобы подняться над горами, он стал выполнять полёт по восходящей спирали. Но отвернув влево на 100°, он увидел в непосредственной близости склон одной из гор — Талаула, расположенной у северной стороны. Пытаясь спастись, пилоты ввели свой самолёт в крутой крен и круто подняв нос, чтобы уйти в сторону. Однако эти меры оказались запоздалыми, поэтому через несколько секунд «Локхид» ударился о горный склон и разрушился.

## Причины
- Экипаж были должным образом сертифицирован, а его командир имел значительный опыт полётов на данном самолете и маршруте. Он не значился в составе экипажа для данного полёта, но был поставлен в последнюю минуту, так как назначенный для данного полёта пилот не был должным образом предупреждён, а потому был недоступен. При этом командир закончил свои обязанности поздним вечером предыдущего дня, а продолжительность его отдыха не превышала 6  часов 30 минут.
- Сертификат лётной годности воздушного судна был действителен, а периодические проверки проводились своевременно. Однако отдельные вспомогательные системы работали дольше установленного срока. Общий взлётный вес был в установленных пределах.
- Погодные условия на маршруте были очень хорошими, в том числе ясное небо и никакого тумана.
- Связь между самолётом, диспетчерской вышкой и центром управления воздушным движением в Лиме была нормальной. Последнее сообщение было получено диспетчерским центром в Лиме в 07:57. Ни в одном из докладов экипаж не сообщал об отходе от плана полёта, либо о возникших проблемах.
- Согласно установленным процедурам по полётам на маршруте Лима—Куско, после вылета из аэропорта самолёт сперва должен следовать по курсу 190°, на удалении 9 миль от аэропорта совершает левый поворот, после чего следует вдоль склона хребта Кебрада-де-Канете (Quebrada-de-Canete), затем прямым курсом на Аякучо, а от него уже на Куско.
- Самолёт наблюдался над Сан-Педро-де-Пилас, когда следовал по курсу около 100°, после чего выполнил поворот влево, чтобы уклониться от горы Хуамантанга, так как следовал ниже её вершины, а затем направился по курсу 80°.
- Обломки были повёрнуты на курс 340°, находясь в 5 морских милях (8 км) к северо-востоку от посёлка Сан-Педро-де-Пилас и в 29 морских милях (54 км) северней нормальной трассы. Самолёт врезался в склон крутизной 35° с большим углом тангажа, который был равен, либо круче наклона местности, и на небольшой скорости.
- Не было найдено доказательств, что на борту до столкновения был отказ или неисправность оборудования. Двигатели в момент катастрофы работали на максимальных оборотах.
- Был сделан вывод, что пилот принял решение спрямить маршрут и в 7 милях (13 км) от Лимы направился прямо на Куско, но попал в ловушку в горной долине, когда из-за недостаточной скороподъёмности не успел набрать необходимую высоту, а вернуться назад не смог из-за нехватки места для манёврирования.

Следственная комиссия пришла к выводу, что виновником катастрофы стал командир самолёта, в действиях которого были следующие нарушения:
- Нарушив установленные положения, выбрал неправильный маршрут полёта для рейса 501;
- Неверно рассчитал скороподъёмность самолёта, так как Locheed L-749 со взлётным весом брутто 90 572 фунта (41 083 кг) не способен за 25 минут полёта с момента взлёта набрать необходимую высоту, чтобы пройти над вершинами Кордильер, простирающихся на маршруте. В этих условиях можно выполнять полёт лишь ниже вершин, маневрируя между гор, что нарушает простейшие принципы безопасности полётов.
- Пилот решил, что сможет перелететь расположенные впереди горы. Критический момент наступил, когда, следуя над посёлками Сан-Педро-де-Пилас и Тамара ниже вершин, самолёт направился вдоль узкой долины реки Рио-Омаса в более высокий район. Пилот поначалу следовал выбранным курсом, пока не был вынужден обогнуть гору Хуамантанга, после чего влетел в небольшой зазор между гор. Продолжая следовать вперёд, он вскоре оказался среди крутых гор высотой свыше 14 000 футов (4300 м), которые самолёт оказался не способен перелететь из-за недостаточной высоты.
- Учитывая высокий опыт командира, который из Лимы в Куско и обратно летал не менее 112 раз, он мог переоценить технические возможности самолёта и свои личные способности. Суждение пилота могло быть рассеянным из-за недостаточного отдыха, а также отсутствия предполётной подготовки, так как его не должны были ставить в данный полёт. Отличные погодные условия также смогли стать фактором в выборе спрямлённого маршрута.
- Не было никаких доказательств отказа или неисправности на борту в течение последних двух минут, прошедших после пролёта Сан-Педро-де-Пиласа. Продолжая полёт на восток, лайнер влетел в узкую долину, где уже не было возможности развернуться, чтобы уйти от опасности.